# Biosfeerreservaat Luki
Het Biosfeerreservaat Luki is een biosfeerreservaat in het zuidwesten van de Democratische Republiek Congo en ongeveer 120 km ten oosten van de Atlantische kust. Luki herbergt een uniek ecosysteem met vochtig tropisch regenwoud.
Het biosfeerreservaat ligt een dertigtal kilometer ten noorden van Boma (provincie Centraal-Kongo), in het heuvelland van Mayombe. Het werd al in januari 1937 opgericht door de koloniale overheid van Belgisch Congo, om het primaire sub-equatoriale woud te beschermen. In 1976 werd het door UNESCO erkend als biosfeerreservaat.

## Ecologie
Het Luki-reservaat ligt op een hoogte tussen 150 en 500 meter boven de zeespiegel bestaat uit een primair sub-equatoriaal bos met Gossweilerodendron balsamiferum (Tola), Gilletiodendron kisantuense of Terminalia superba, secundaire bossen met Terminalia superba, houtachtige en kruidachtige savanne alsmede agro-ecosystemen en agrobosbouwsystemen.
De biosfeer is verdeeld in een kernzone waar de menselijke inmenging minimaal is; een concentrische zone die als buffer dient en gereserveerd is voor onderzoek, milieuopleiding en -onderwijs, en toerisme- en recreatieactiviteiten.
In samenwerking met het WWF hebben wetenschappers van het Africamuseum in Tervuren een onderzoekslaboratorium opgezet om de ecosystemen van de regio te bestuderen en in kaart te brengen.

## Bedreiging
In het reservaat wonen 7.000 mensen, en 65.000 in de omgeving, moet het reservaat ervoor zorgen dat natuur en mensen naast elkaar bestaan. Buiten het reservaat is echter niet veel meer over van het vroegere bos.
Het reservaat wordt bedreigd door wildstroperij, zwerflandbouw en vooral door houtkap, voor de bouw of de houtskoolproductie door lokale gemeenschappen, zowel in de kernzone, de bufferzone als de overgangszone.